# Gustav Winckler
Gustav Frands Wilzeck Winckler (13. oktober 1925 i København - 20. januar 1979 i Viborg) var en populær dansk sanger.

## Historie
Gustav Winckler sang i Københavns Drengekor som elev på De Forenede Kirkeskoler, forløberen for Sankt Annæ Gymnasium. Han gik ud af skolen, da han var omkring 13 år. Han kom i lære som maskinarbejder på en vaskemaskinefabrik, blev mejeriarbejder, arbejdede på en elevatorfabrik og kom i lære som gartner og maler, før han blev udlært.
Hans karriere som sanger begyndte i slutningen af 1940'erne, hvor han vandt flere amatørkonkurrencer. I de første år af sin karriere indsang han en del Bing Crosby-sange og blev kaldt "Nørrebros Bing Crosby" på grund af sin evne til at lyde som ham. I 1950 fik han sit første job som sanger, et engagement på Restaurant Hollænderbyen på Amager. Samme år begyndte han at synge i Danmarks Radio, hvor han hurtigt blev populær. På de første danske hitlister fra 1953 var Winckler med hver uge, ofte med flere sange. Han indsang stort set alle numre, som kom på listen. I første halvdel af 1950'erne indspillede han mange sange.
I 1957 vandt han sammen med Birthe Wilke det første danske Melodi Grand Prix med sangen Skibet skal sejle i nat. Sangen blev nummer tre ved Eurovision Song Contest 1957. På det tidspunkt havde han allerede en international karriere, fortrinsvis i Tyskland og Sverige, men Winckler valgte siden at koncentrere sig om Danmark.
I midten af 1950'erne var Winckler begyndt at skrive musik og tekster og etablerede eget musikforlag i 1959. Op gennem 1960'erne fik han en central position i den danske musikforlæggerverden. Som dansk repræsentant for svenske Stikkan Andersons musikforlag havde han adgang til dennes kæmpe katalog og formidlede mange af tidens store schlagere til de danske pladeselskaber. Han arbejdede som producent for Sonet i 1960'erne og 1970'erne.
I mange år var Gustav Wincklers sange faste indslag i radioprogrammerne Dansktoppen og Giro 413.
Gustav Winckler er far til musikeren Michael Winckler og havde desuden to døtre, Susanne og Teena.
Gustav Winckler døde ved en glatføreulykke ved Kjellerup i 1979.

## Kendte sange med Gustav Winckler
- Gem et lille smil til det bli'r gråvejr
- Den Mørke Landevej
- I huset derhjemme
- Lidt go’ musik
- Hvide måge
- Jeg vil vente ved telefonen
- Skibet skal sejle i nat
- White Christmas / Hvid Jul
- Hvis jeg må (Muss i denn / Wooden Heart)
- Kondisangen